# Mario Scaramella
Mario Scaramella (Napoli, 23 aprile 1970) è un avvocato italiano, consulente noto in seguito all'avvelenamento dell'ex agente segreto russo Aleksandr Litvinenko avvenuto nel 2006, vicenda collegata alle indagini della commissione parlamentare d'inchiesta concernente il Dossier Mitrochin e l'attività d'intelligence italiana.
Risultato in contatto con numerosi enti e istituzioni italiani e di altri paesi, Scaramella è stato implicato in diverse questioni di rilevanza penale e nell'inchiesta britannica sulla morte di Alexander Litvinenko presideduta dal giudice dell'Alta Corte Sir Robert Owen.

## Attività giovanili
Le prime pubbliche evidenze di Scaramella risalgono al marzo 1989 quando, a 19 anni, fonda un gruppo ambientalista che secondo alcuni media sarebbe stato legato ad ambienti istituzionali, noto come i Nuclei agenti di sicurezza civile (noti come Nasc, organizzazioni di stay-behind). I Nasc firmarono poco tempo dopo un protocollo di intesa con la Prefettura di Napoli. Tramite l'interessamento di un dirigente del ministero dell'Interno, il prefetto autorizzò la concessione del porto d'armi ai membri del gruppo.
Scaramella ottenne l'assistenza della polizia giudiziaria in una serie di attività di sequestro probatorio presentandosi a due sostituti procuratori di Santa Maria Capua Vetere cui avrebbe mostrato (stando ad un articolo inchiesta de Il Sole 24 Ore) le proprie credenziali di guardia ittico-venatoria rilasciate dalla provincia. Tali sequestri riguardarono edifici abusivi, bar, ristoranti, alberghi, un caseificio e persino un ippodromo clandestino. Le sue incursioni terminarono quando nell'ottobre del 1990, dopo aver messo i sigilli a Capri a due bar, un albergo e ai servizi igienici del porto, un brigadiere dei Carabinieri di Sorrento, notando che i verbali non venivano mai firmati da Scaramella, fece un esposto alla procura per usurpazione di titolo (quello di "commissario"). La Procura della Repubblica di Napoli ed il GIP archiviarono tale denuncia.
Il quotidiano L'Unità riferì che il prefetto di Salerno dell'epoca, Corrado Catenacci, sciolse d'autorità il corpo paramilitare, che la stessa testata definì una «Gladio verde». Scaramella fu condannato in primo grado dal Pretore di Santa Maria Capua Vetere ad una multa per l'uso dell'appellativo "commissario", ma in seguito la condanna fu ribaltata in appello e Scaramella assolto con formula piena, in quanto la corte ritenne che il titolo di "commissario" di cui si fregiava poteva riferirsi al fatto che era presidente di una commissione interna dei Nasc. Successivamente a queste inchieste giudiziarie il gruppo dei Nasc venne sciolto.

## Le mine nucleari russe nel Golfo di Napoli
Scaramella ottenne ampia visibilità pubblicando un memorandum, asseritamente fondato su informazioni dell'agenzia internazionale per l'energia atomica, secondo il quale il sottomarino sovietico K-8 (classe November) avrebbe depositato 20 mine nucleari nel Golfo di Napoli nel 1970. Il memorandum sarebbe stato consegnato a Guido Bertolaso (responsabile della Protezione civile), al SISMI ed alla prefettura.
La marina militare russa smentì nel 2005 queste ipotesi; intervistato dalla Pravda, il portavoce Igor Dygalo suppose che queste illazioni fossero volte ad inasprire le tensioni fra Italia e Russia, e lo stesso quotidiano riportò affermazioni di un non nominato ammiraglio in pensione che proponeva di consegnare alle autorità italiane i manuali operativi segreti della marina russa affinché si potesse verificare che quelle unità della classe 627 (cui asseritamente apparteneva il sommergibile) non erano in grado di effettuare operazioni di posa di mine.
La Protezione Civile avrebbe comunque dato incarico a suoi funzionari di calcolare le percentuali di rischio, e secondo il giornale Il Denaro Bertolaso avrebbe affermato che "la popolazione non corre pericoli".

## Attività di libera docenza
Secondo dichiarazioni dello stesso interessato, tra il 1996 e il 2000 Scaramella avrebbe avuto un incarico di professore di diritto ambientale presso la Externado University e l'Università del Rosario a Bogotà, in Colombia. Notizie contrastanti con relative smentite affermano che avrebbe avuto un ruolo accademico presso l'Università degli Studi di Napoli Federico II, ma alcuni dipartimenti dell'ateneo, pur ammettendo di aver stilato in un primo momento degli accordi con Scaramella e i suoi gruppi, hanno negato di avere poi avuto rapporti effettivi con questi. Il quotidiano italiano Il Sole 24 Ore, in un'inchiesta giornalistica sul passato del consulente, ha sostenuto la parziale inattendibilità del curriculum accademico di Scaramella.
Secondo il deputato Walter Bielli (DS), ex-membro della Commissione Mitrochin, Scaramella avrebbe anche fornito differenti referenze universitarie in diverse occasioni e di questo comportamento Bielli avrebbe chiesto informazioni a Guzzanti, il quale avrebbe fornito alcuni mesi dopo un curriculum ancora differente. Scaramella ha annunciato una querela nei confronti dell'esponente DS, accusandolo di aver riferito falsità sul suo conto. Fu anche nominato giudice onorario del Tribunale di Napoli, presso la sezione distaccata di Ischia.

## Prevenzione del crimine ambientale
Tra il 2002 e il 2006 Scaramella è stato segretario generale di un organismo denominato Environmental Crime Prevention Programme (ECPP - secondo Radio Radicale traducibile in Programma intergovernativo per la sicurezza ambientale), una struttura che, stando a quanto riportato dai media che si sono interessati del caso, non avrebbe avuto nessuna sede propria. Una sua apparizione pubblica in questa veste risale al 2002, quando il 17 maggio intervenne a Priverno ad un convegno sul terrorismo presentando una relazione dal titolo Tecnologie spaziali contro il terrorismo.

## La Commissione Mitrokhin
In tale occasione sarebbe emerso che l'uomo avesse stretti rapporti con importanti esuli russi. La consulenza sarebbe stata prestata come mossa difensiva, poiché il presidente della Commissione Paolo Guzzanti era giunto al "ragionevole sospetto" che i servizi segreti russi sapevano troppo della commissione e stessero tramando contro di essa. Secondo le informazioni raccolte da Mario Scaramella e dalle presunte dichiarazioni di ex ufficiali dei servizi russi (in particolare da Aleksandr Litvinenko), tra i politici italiani che sarebbero stati in contatto con il KGB vi sarebbe stato l'ex primo ministro italiano Romano Prodi. Tali informazioni tuttavia non furono confermate, ed anzi vennero successivamente messe in dubbio da altri ex-agenti e da una precedente intervista a Litvinenko pubblicata postuma.
Dalle intercettazioni telefoniche tra Scaramella e Guzzanti pubblicate il 30 novembre 2006 dal Corriere della Sera emergerebbe che le indagini di Guzzanti erano volte a dimostrare che Romano Prodi e il leader dei Verdi Alfonso Pecoraro Scanio sarebbero agenti del Kgb e che il presidente della Regione Campania Antonio Bassolino avrebbe assegnato appalti a presunte "cooperative rosse" legate alla camorra.
Dal 2003 al 2006 ha lavorato per la Commissione Mitrokhin, investigando sulle attività del KGB in Italia durante la Guerra fredda. Secondo le ricostruzioni effettuate dal Sole 24 ore, Scaramella sarebbe stato proposto alla commissione da un magistrato che collaborava con questa, Lorenzo Matassa, che lo aveva conosciuto nel 2002 durante un incontro organizzato dal consulente presso il Centro Italiano Ricerche Aerospaziali. Matassa ricordava di aver appreso in quell'occasione di possibili contatti tra Scaramella e membri delle istituzioni russe e di aver quindi pensato a lui quando, durante i lavori della commissione, si era reso necessario ottenere la sentenza di condanna per tradimento prodotta dalle autorità sovietiche relativa a Mitrokin. Matassa ha comunque confermato che la decisione di affidare l'incarico a Scaramella fu data all'unanimità da tutti i membri della commissione.
Nel 2006 diversi giornali italiani hanno pubblicato delle intercettazioni telefoniche tra il presidente della commissione, il senatore di Forza Italia Paolo Guzzanti, e Mario Scaramella (il 30 novembre 2006 sul Corriere della Sera e il 1º dicembre sul quotidiano l'Unità). Nelle intercettazioni Guzzanti lasciava intendere che il vero intento della Commissione Mitrokhin era sostenere l'ipotesi per cui Prodi sarebbe stato un "agente" finanziato (o comunque manipolato) da Mosca e dal KGB. Secondo l'opposizione (che ha presentato una propria relazione di minoranza) tale ipotesi era falsa, e lo scopo della commissione sarebbe stato quindi quello di screditarlo. Scaramella, sempre secondo le intercettazioni, aveva il compito di raccogliere testimonianze tra alcuni ex-agenti del servizio segreto sovietico rifugiati in Europa per supportare queste accuse.
La Commissione Mitrokhin è stata chiusa nel 2006 con una relazione di maggioranza ed una di minoranza, senza giungere a conclusioni condivise. Il colonnello ex-agente del KGB Oleg Gordievskij, "fonte" di Scaramella, ha confermato, in una intervista rilasciata al programma televisivo La storia siamo noi del dicembre 2006, le accuse rivolte a Scaramella circa la produzione di falso materiale relativo a Romano Prodi ed agli altri politici italiani e ne ha sottolineato la scarsa attendibilità.
Nel 2008, in occasione della presentazione di un dossier al ministro della Giustizia, il deputato Enzo Raisi (PDL) dichiarò che Scaramella era consulente del presidente Guzzanti e non della Commissione.

## Inchieste e procedimenti giudiziari
Alla vigilia di Natale del 2006, Scaramella è stato arrestato dalla DIGOS a Napoli con l'accusa di traffico internazionale d'armi e violazione del segreto d'ufficio. Il 27 dicembre 2006 Scaramella è stato sottoposto per sei ore ad interrogatorio di garanzia dal sostituto procuratore di Roma, Pietro Saviotti. È stato scarcerato nel febbraio 2008, dopo aver patteggiato una condanna a 4 anni di carcere, parzialmente coperta dall'indulto.
È stato indagato da parte della procura di Roma per traffico illegale di armi. Inoltre, per l'uso fatto delle informazioni raccolte su Prodi e sugli altri esponenti del centro-sinistra (tra cui Alfonso Pecoraro Scanio e Antonio Bassolino), nel novembre 2006 la stessa Procura di Roma ha deciso di indagare Scaramella anche per violazione del segreto d'ufficio e calunnia.
Mario Scaramella è poi indagato anche nell'ambito di un'inchiesta condotta dalla Procura di Napoli per reati ambientali, legata ad irregolare smaltimento di rifiuti, per la quale ha ricevuto una informazione di garanzia. Nell'ambito di tale inchiesta e su disposizione della Procura del capoluogo partenopeo il 5 dicembre 2006, sono stati apposti dalla Polizia Provinciale sigilli alla ECPP ed effettuate perquisizioni nell'abitazione e negli uffici dell'ex consulente della Commissione Mitrokhin.
A Bologna Scaramella è indagato per traffico di materiale radioattivo e per la correlata accusa di false dichiarazioni al pubblico ministero. L'accusa nasce da un'inchiesta per traffico internazionale di armi aperta nel 2005 a Rimini (e passata per competenza alla Procura di Bologna), e riguarda l'ipotesi che Scaramella abbia volontariamente montato un caso per accreditarsi come persona informata sui fatti relativi a traffici illeciti tra ambienti terroristici italiani e l'ex Unione Sovietica.
Lo scrittore Alexander Stille, partendo dagli eventi relativi alla morte di Aleksandr Litvinenko, nel dicembre 2006 scrive un articolo su Scaramella, in cui lo definisce "millantatore di credito" e mette in dubbio molte delle sue credenziali. Stille riporta alcune denunce che sarebbero state fatte da Scaramella e che si sarebbero rivelate infondate tra cui un'antenna sul Vesuvio installata dai militari russi con lo scopo di attivare alcune testate nucleari presenti su un sottomarino affondato nella baia di Napoli (l'antenna non verrà ritrovata, mentre il sottomarino affondato in questione sarebbe stato in realtà nel golfo di Biscaglia) e un attentato di cui sarebbe stato vittima, i cui colpi di pistola ritrovati sarebbero però stati sparati da una sua guardia del corpo.
Il 24 dicembre 2006 viene arrestato di ritorno da Londra al suo arrivo all'aeroporto Capodichino a Napoli dalla DIGOS della Questura di Roma su ordine della Procura di Roma.
Le accuse che gli sono mosse sono traffico illegale d'armi, violazione del segreto d'ufficio e calunnia aggravata e continuata. Dopo l'arresto, Scaramella risulta detenuto nel carcere romano di Regina Coeli.
Secondo quanto sarebbe emerso dalle prime indagini, Scaramella aveva una rete di informatori che comprendeva poliziotti, agenti della polizia penitenziaria e due uomini della CIA tra cui Robert Seldon Lady, ex capocentro a Milano, coinvolto anche nel sequestro dell'imam egiziano Abu Omar del febbraio 2003.
L'11 gennaio 2007 il quotidiano La Repubblica pubblica ampi stralci dei contenuti del computer di Scarmella con i dossier che avrebbero dovuto accreditare Romano Prodi come "ben manipolato dal KGB", "presentando nel contempo Paolo Guzzanti, Mario Scaramella, Nicolò Pollari e Marco Mancini (n. 1 e n. 2 del Sismi) come obiettivi dell'intelligence militare russa."
Nel febbraio del 2007, durante i primi interrogatori, Scaramella ammetterà di aver omesso alcune delle informazioni che gli erano state riportate dalle fonti russe, in quanto ritenute poco verosimili e quindi a rischio di far diminuire la credibilità delle altre informazioni in suo possesso.
Nell'ottobre del 2007 la Prima sezione penale della Cassazione ha respinto, perché inammissibile, il ricorso di Scaramella contro gli arresti domiciliari, ritenendo che esistano gravi indizi di colpevolezza nei suoi confronti.
Il 22 gennaio 2008 la Giunta per le immunità parlamentari del Senato, rispondendo alle richieste del Gip di Roma, ha ritenuto non utilizzabili in quanto illegali le intercettazioni telefoniche che riguardano Paolo Guzzanti, tra cui quelle tra questo e Mario Scaramella. La decisione è stata presa in base alla sentenza della Corte costituzionale 390 del 2007 e considerando la quantità di comunicazioni tra Scaramella e Guzzanti troppo elevata per essere intercettazioni casuali del parlamentare, rendendosi quindi necessario un'autorizzazione preventiva della giunta.
Il 12 febbraio 2008 l'eurodeputato inglese Gerard Batten del Partito per l'Indipendenza del Regno Unito (sostenitore nell'aprile 2006 della vicinanza di Prodi al KGB secondo le presunte rivelazioni di Aleksandr Litvinenko) ha richiesto al Parlamento Europeo di presentare un'istanza per chiedere l'immediata ed incondizionata scarcerazione di Mario Scaramella, ritenuto «detenuto per gli ultimi tredici mesi sulla base di accuse messe in piedi senza fondamento, senza un processo» e a cui «è stato impedito il contatto con il mondo esterno», affermando anche che «Lui ha perso ogni fonte di sostentamento, la sua casa, è separato dai suoi figli e la sua salute è precaria. Mario Scaramella è un prigioniero politico. La sua prolungata detenzione è uno scandalo al cuore dell'Unione Europea». Due giorni dopo, il 14 febbraio, Scaramella è stato condannato (con un patteggiamento) a quattro anni di carcere per concorso in importazione, detenzione e porto di munizionamento da guerra, esplosivo e armi, e per quello che riguarda il reato di calunnia. Avendo Scaramella già scontato un anno e quattro mesi di carcere ed essendo nel frattempo stato varato un indulto che ha assorbito la pena rimanente, il giudice ne ha ordinato la scarcerazione. Gli avvocati difensori hanno chiesto di far rientrare nel patteggiamento anche le altre inchieste aperte che, secondo loro, non potrebbero comunque portare ad una pena superiore ai 6 mesi e quindi verrebbero comprese nel periodo di custodia cautelare già trascorso e nell'indulto. Secondo i magistrati fu Scaramella a far entrare nel territorio italiano due granate (prive però di detonatore) che furono individuate su un furgone guidato da quattro ucraini (processati ed assolti), con lo scopo di poter poi segnalare il fatto per farle scoprire ed accusare successivamente l'ex agente del KGB Alexander Talik di voler organizzare un attentato contro di lui, il suo interprete e Paolo Guzzanti, in modo da rendere credibile la sua veste di persona informata su argomenti riguardanti l'operato del KGB e dei suoi ex agenti.
Nel novembre 2012 Scaramella viene condannato a 3 anni e 6 mesi di carcere dal Tribunale di Rimini per calunnia nei confronti di Alvaro Selva, avvocato sammarinese che Scaramella aveva accusato di essere a capo di una banda di trafficanti internazionali di barre di uranio. Secondo la difesa di Scaramella, egli sarebbe stato obbligato a formulare tale accusa da Paolo Guzzanti, allora presidente della Commissione Mitrokhin, di cui Scaramella era consulente.

## L'avvelenamento di Litvinenko
Il 1º novembre 2006 Scaramella ha avuto un incontro con l'ex-agente russo dell'FSB Aleksandr Litvinenko per un pranzo presso Itsu, un ristorante di sushi a Piccadilly (Londra); Litvinenko sarebbe morto per avvelenamento da polonio-210 due settimane dopo.
Scaramella ha successivamente dichiarato di non aver mangiato nulla e di aver bevuto solamente acqua nel corso dell'incontro.
Secondo La Repubblica, in una dichiarazione al Giornale radio 1 Jurij Fel'štinskij, esule russo e amico di Litvinenko, sostenne che "l'ex spia sospettava di essere stato avvelenato da Scaramella".
Litvinenko avrebbe ottenuto da Scaramella due e-mail contenenti dei nomi di possibili bersagli dei servizi russi, tra cui gli stessi Litvinenko e Scaramella, il senatore Paolo Guzzanti e l'oligarca Boris Berezovskij (politico sotto il governo di Boris El'cin, allontanatosi dalla Russia dopo l'ascesa di Vladimir Putin).
Il 1º dicembre 2006 Scaramella è stato trasportato all'University College Hospital di Londra per sospetta contaminazione da polonio-210, la stessa sostanza con cui è stato avvelenato Litvinenko. Nonostante inizialmente Scaramella avesse negato di essere contaminato, il suo avvocato ha affermato nello stesso giorno che non sarebbero state rilasciate ulteriori dichiarazioni fino al completamento delle analisi. Una stanza dell'Ashdown Park Hotel di East Grinstead, nel Sussex, dove Scaramella avrebbe soggiornato durante la sua permanenza nel Regno Unito, è stata isolata per il rischio di possibili contaminazioni.
Il 3 dicembre Guzzanti e Scaramella hanno affermato che la dose di polonio trovata nel corpo dello stesso Scaramella sarebbe stata tale da ucciderlo. Guzzanti ha riferito in proposito alla Reuters: "Hanno anche detto che, per quel che è noto, nessuno potrebbe mai sopravvivere a questo veleno, perciò è molto improbabile che ci riesca". Tuttavia, secondo le autorità inglesi Scaramella pur venendo contaminato non sarebbe mai stato in pericolo di vita. Appena tre giorni dopo le citate dichiarazioni di Guzzanti, Scaramella è stato dimesso dall'University College Hospital poiché gli ultimi esami non avevano più rilevato alcuna traccia di avvelenamento.

## La Commissione rifiuti
Il 17 febbraio 2010 Scaramella fu escusso a Bologna dalla Commissione sul ciclo rifiuti, presieduta da Gaetano Pecorella. In tale occasione il soggetto così definì il suo pregresso rapporto con l'antimafia ed i servizi segreti:
Indicati anche altri riferimenti giudiziari e di ambito delle strutture antimafia, l'audizione proseguì, compreso anche un brano in seduta segreta, con il presidente ed i commissari che insistevano per ottenere di sapere da Scaramella «quali notizie lei ha acquisito per poter sostenere che nel Mediterraneo sono state affondate navi con carico radioattivo».